# Klaus Aretin Eggert
Klaus Aretin Eggert, auch Klaus-Aretin Eggert, (* 17. Januar 1904; † 13. Februar 1980) war ein deutscher Wirtschaftswissenschaftler und Ministerialbeamter.

## Leben und Tätigkeit
Er war der Sohn des aus Sangerhausen stammenden Amtsrichters Hans Aretin Eggert und dessen Ehefrau Elisabeth geborene Persius, eine Schwester von Lothar Persius. Nach dem Schulabschluss und dem Studium arbeitete Klaus Aretin Eggert 1933 beim Amtsgericht Potsdam, anschließend beim Landgericht Potsdam und dann bei der Deutschen Bau- und Bodenbank AG in Berlin. Noch im selben Jahr wechselte er an die Kriegsmarinewerften Wilhelmshaven und Kiel und zuletzt 1937 an die Marine-Intendantur Kiel. Ab 1938 war er für das Oberkommando der Kriegsmarine (OKM) in Berlin als Ministerialrat tätig. Nach dem Zweiten Weltkrieg arbeitete er von 1946 bis 1949 freiberuflich und erstellte wirtschaftliche Gutachten. 1949 erhielt er eine Stelle im Landesministerium für Wirtschaft und Verkehr Schleswig-Holstein und 1951 beim Bundesministerium der Finanzen. Er war zunächst Leiter des Bundeshaushalt-Referats und ab 1958 Leiter des Inneres-Referats. Nachdem Klaus Aretin Eggert von 1962 bis 1963 als Referatsleiter für Allgemeine Angelegenheiten der militärischen und zivilen Verteidigungsfinanzierung tätig gewesen war, wechselte er zurück an das Bundeshaushalt-Referat. Hier ging er vor dem Erreichen der Altersgrenze 1968 als Ministerialrat in den Ruhestand.
1967 und 1968 war Klaus Aretin Eggert stellvertretender Vertreter der Bundesrepublik Deutschland im Verwaltungsrat der Stiftung Deutsches Elektronen-Synchrotron DESY.
Er starb 1980. Sein Grab befindet sich auf dem Bornstedter Friedhof in Potsdam.

## Familie
Klaus Aretin Eggert war verheiratet mit Emma geborene Behncke.

## Schriften (Auswahl)
- Beitrag in der Zeitschrift für die Heeresverwaltung, Heft 6, Juni 1944.
- Stammtafel Eggert aus Ermsleben. Selbstverlag, [1965].